# ARN sous-génomique

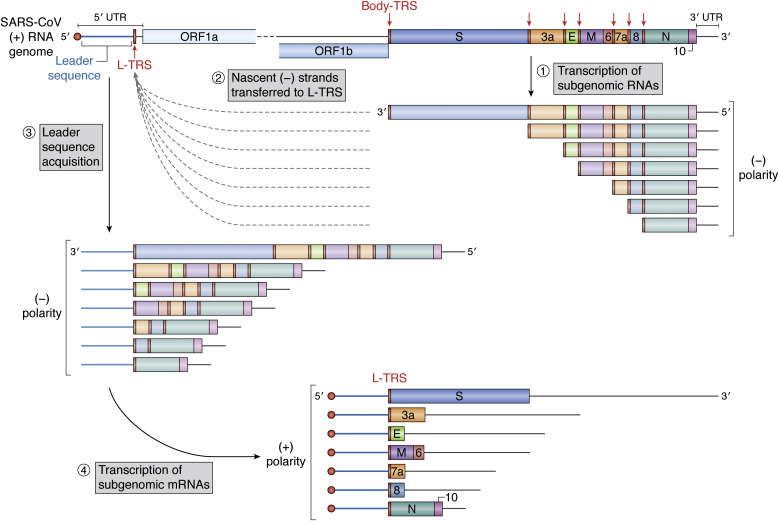
Modèle pour la synthèse de l'ARN sous-génomique.

Un ARN sous-génomique, ou ARNm sous-génomique, est un ARN messager issu de la transcription d'une fraction plus ou moins grande d'un brin d'ADN ou d'ARN antisens. Ce type d'ARN messager est produit essentiellement par des virus, notamment des virus à ARN de polarité positive (groupe IV de la classification Baltimore). Ainsi, chez les nidovirus, La transcription commence à l'extrémité 3’ du génome, se poursuit avec un plus ou moins grand nombre de nucléotides, puis « saute » vers l'extrémité 5’ pour terminer la transcription. Ce mécanisme produit des ARN messagers ayant une extrémité 5’ plus ou moins constante, selon la longueur du segment transcrit avant de poursuivre la transcription de l'extrémité 3’. Ces ARN sous-génomiques forment des ensembles ayant des séquences imbriquées, ce qui constitue un moyen de coder plusieurs protéines sur le même génome. 